# ارتش سلطنتی ایتالیا
ارتش سلطنتی ایتالیا (ایتالیایی: Regio Esercito) نیروی زمینی پادشاهی ایتالیا بود، که در فاصله سالهای ۱۸۶۱ تا ۱۹۴۶ فعالیت می‌کرد.
ارتش سلطنتی ایتالیا نیروی زمینی پادشاهی ایتالیا بود که با اعلام پادشاهی ایتالیا تأسیس شد. در طول قرن نوزدهم، ایتالیا شروع به اتحاد در یک کشور کرد و در سال ۱۸۶۱، مانفردو فانتی فرمانی مبنی بر ایجاد ارتش دو سیسیلی امضا کرد. اولین وظیفه این ارتش تازه تأسیس، دفاع از دستاوردهای ارضی خود در برابر لژیتیمیست‌ها در جنوب ایتالیا بود که به فرانسیس دوم دو سیسیلی وفادار ماندند. ارتش دو سیسیلی همچنین در طول جنگ‌های مداوم اتحاد، جنگی را که بسیاری از مورخان مدرن آن را جنگ داخلی علیه قانون‌شکنان و چریک‌های بوربونیست، مانند میشلینا دی چزاره معروف، و علیه ارتش‌های سایر ایالت‌های ایتالیا می‌دانند، انجام داد. پس از پایان سلطنت در سال ۱۹۴۶، این ارتش نام خود را تغییر داد و به ارتش مدرن ایتالیا تبدیل شد.
در ارتش سلطنتی ایتالیا، سرجوخه‌های نظامی کوهستانی نخبه، آلپینی، حضور داشتند. آلپینی‌ها که امروزه نیز وجود دارند، قدیمی‌ترین یگان پیاده‌نظام کوهستانی فعال در جهان هستند. ماموریت اصلی آنها حفاظت و ایمن‌سازی مرز کوهستانی شمالی ایتالیا بود که با فرانسه و اتریش هم‌مرز است. این گروه در جنگ جهانی اول، زمانی که یک لشکرکشی سه ساله علیه کایزریگر اتریش-مجارستان و آلپنکورپس آلمان انجام شد، ظهور کرد. در جنگ جهانی دوم، آلپینی‌ها در کنار نیروهای محور در جبهه شرقی و همچنین در لشکرکشی‌های بالکان جنگیدند.